# Brookesia desperata
Espèce
Statut de conservation UICN

 CR B1ab(ii,iii) : 
En danger critique
Brookesia desperata est une espèce de sauriens de la famille des Chamaeleonidae.

## Répartition
Cette espèce est endémique de la région de Diana à Madagascar. Elle a été découverte dans la réserve spéciale de la Forêt d'Ambre.

## Description

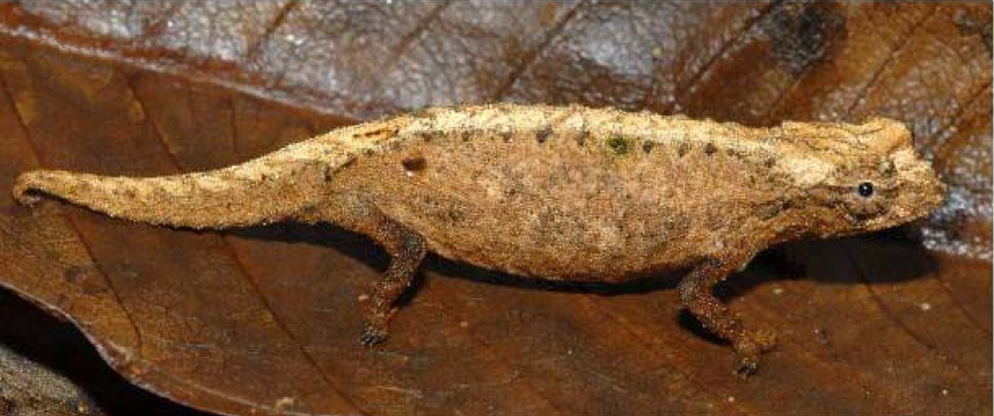
Brookesia confidens mâle

Les mâles mesurent de 39,7 à 42,9 mm en longueur totale et de 25,0 à 26,7 mm SVL et les femelles de 43,3 à 47,6 mm en longueur totale et de 27,3 à 30,0 mm SVL.

## Publication originale
- Glaw, Köhler, Townsend & Vences, 2012 : Rivaling the World’s Smallest Reptiles : Discovery of Miniaturized and Microendemic New Species of Leaf Chameleons (Brookesia) from Northern Madagascar. PLoS ONE, vol. 7, n. 2, p. e31314 (texte intégral).